# Willem Egon van Fürstenberg

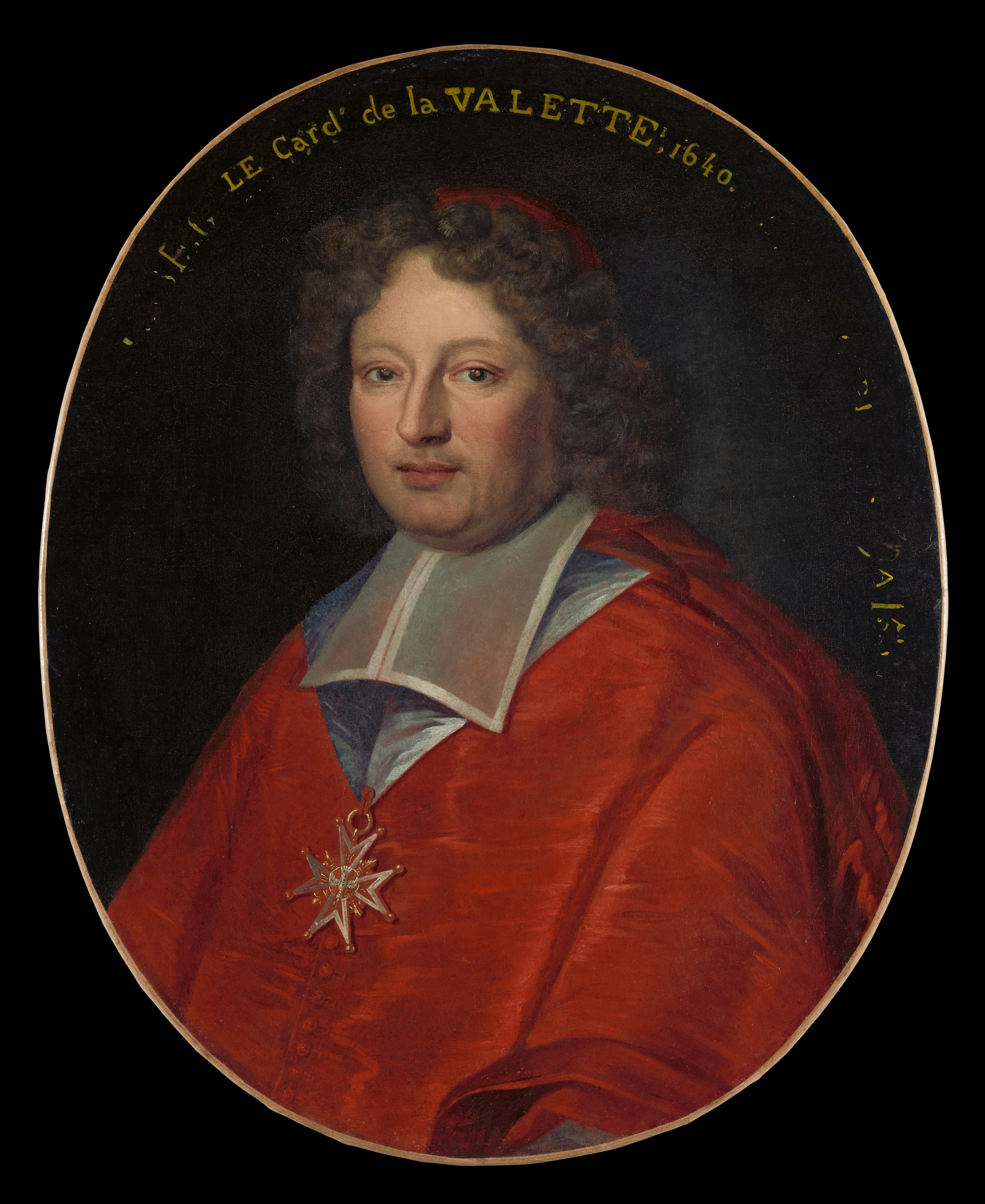
Wilhelm Egon von Fürstenberg (1629 – 1704).

Willem Egon van Fürstenberg (? 2 december 1629 – Parijs, 10 april 1704) was een Duits predikant die bisschop van Straatsburg was.
Hij begon zijn carrière als soldaat in het Franse leger. Hij ging op hetzelfde moment als zijn broer Franz Egon naar het hof van de keurvorst van Keulen, wiens ijver voor de zaak van Lodewijk XIV van Frankrijk hij deelde. In 1672 hadden de intriges van de twee Fürstenbergs geresulteerd in een verdrag van offensieve alliantie tussen de Franse monarchie en het electoraat van Keulen, en de broers worden door imperialisten beschouwd als de belangrijkste oorzaak van deze ramp. Willem werd gegrepen door de keizerlijke soldaten in het klooster van St. Pantaleon in Keulen, vluchtte naar Wenen en werd berecht met zijn leven als inzet. Hij werd gered door de tussenkomst van de pauselijke nuntius in Keulen, maar werd in de gevangenis gezet tot de ondertekening van het Verdrag van Nijmwegen (1679). 
Als beloning voor zijn diensten benoemde Lodewijk XIV hem tot bisschop van Straatsburg, in opvolging van zijn broer in 1682. In 1686 verkreeg hij van paus Innocentius XI de hoed van kardinaal, en in 1688 werd hij verkozen tot coadjutor-aartsbisschop van Keulen en opvolger van keurvorst Maximiliaan Hendrik van Beieren. Op initiatief van de keizer stelde de paus zijn veto, en de voortgang van de geallieerden tegen Lodewijk XIV in de Negenjarige Oorlog ontnamen hem alle kans van slagen. Daarop trok Willem Egon zich terug in Frankrijk, in de abdij van Saint-Germain-des-Prés in de buurt van Parijs, waar hij overleed.
- Bibliothèque nationale de France: cb12350792d (data)
- Gemeinsame Normdatei: 118771868
- International Standard Name Identifier: 0000 0000 6139 1149
- Library of Congress Control Number: n85355504
- Nationale Bibliotheek van Israël: 987007278763505171
- Nationale Bibliotheek van Polen: a0000003610235
- Nederlandse Thesaurus van Auteursnamen: 070482454
- Système universitaire de documentation: 102216967
- Virtual International Authority File: 76391951
- WorldCat: E39PBJt8fVgdtpq889Fvd9cByd